# Richard Reed Parry
 (février 2018).
Si vous disposez d'ouvrages ou d'articles de référence ou si vous connaissez des sites web de qualité traitant du thème abordé ici, merci de compléter l'article en donnant les références utiles à sa vérifiabilité et en les liant à la section « Notes et références ».
Richard Reed Parry, né le 4 octobre 1977, est un musicien canadien membre de la formation de rock indépendant originaire de Montréal « Arcade Fire », où il joue du tom, du tambourin, des claviers, de la guitare électrique et de l'accordéon.
Il est aussi l'un des membres fondateurs du Bell Orchestre, dans lequel il joue de la contrebasse. Il était membre du groupe The New International Standards, avec Tim Kingsbury et Jeremy Gara.

## Biographie
Après de nombreuses collaborations avec le couple compositeur Win Butler et Régine Chassagne, il coproduit le premier EP du groupe Arcade Fire et y fait admettre son ami des New International Standards, Tim Kingsbury.
Richard a grandi dans une famille très musicale. Son père était David Parry du groupe celtique de Toronto Friends of Fiddler's Green. Sa mère, Caroline Parry est une poète et musicienne, et sa sœur Evalyn Parry est chanteuse-compositrice.
Richard a étudié à la Canterbury High School d'Ottawa en Ontario (Canada) et compta parmi la douzaine de membres du programme Literary Arts (première génération). Dans sa classe figuraient le scénariste de la série Stargate Atlantis Martin Gero et le comédien du The Holmes Show Kurt Smeaton.

## Discographie

### Musiques de films
- 2025 : The Actor de Duke Johnson